# Utricularia pierrei
Utricularia pierrei este o specie de plante carnivore din genul Utricularia, familia Lentibulariaceae, ordinul Lamiales, descrisă de François Pellegrin. Conform Catalogue of Life specia Utricularia pierrei nu are subspecii cunoscute.